# Sekcje Obronne
Sekcje Obronne, WA (nid. Weer Afdeelingen) – paramilitarna bojówka Narodowosocjalistycznego Ruchu Holenderskiego w latach 30. i I poł. lat 40. XX wieku
Sekcje Obronne zostały utworzone w listopadzie 1932 roku. Były wzorowane na bojówkach SA niemieckiej partii nazistowskiej NSDAP. Dzieliły się na różne pododdziały, jak Zmotoryzowane Sekcje Obronne (Weer Afdeelingen Gemotoriseerde), zajmujące się szkoleniem kierowców i mechaników samochodowych, zaopatrywaniem wszystkich oddziałów WA oraz pełnieniem funkcji transportowych. Funkcję komendanta Sekcji Obronnych pełnił Andreas Zondervan. Członkowie WA zabezpieczali marsze i demonstracje organizowane przez Narodowosocjalistyczny Ruch Holenderski (NSB). Holenderskie władze zdelegalizowały WA w grudniu 1935 roku. Po zajęciu Holandii przez wojska niemieckie, 15 maja 1940, zostały one przywrócone. NSB, kolaborujący z Niemcami, stał się jedyną legalną partią polityczną. Jeszcze w 1940 roku rozpoczął się werbunek działaczy Sekcji Obronnych do Narodowosocjalistycznego Korpusu Motorowego (NSKK). Po przejściu szkolenia w Motorschule Nederland w belgijskim Limbourgu przydzielono ich do Kraftfahrt Transport Dienst, pełniącej służbę we wszystkich krajach okupowanych przez Niemców. Wielu członków WA wstąpiło do oddziałów wojskowych Waffen-SS, szczególnie Pułk SS „Westland”, a następnie 45 Ochotniczego Pułku Grenadierów Pancernych SS w składzie 11 Ochotniczej Dywizji Grenadierów Pancernych SS „Nordland” i 34 Dywizji Grenadierów SS „Landstorm Nederland”.